# Cumbre Nachoj
Cumbre Nachoj är en ort i Mexiko.   Den ligger i kommunen Chilón och delstaten Chiapas, i den sydöstra delen av landet, 800 km öster om huvudstaden Mexico City. Cumbre Nachoj ligger 868 meter över havet och antalet invånare är 170.
Terrängen runt Cumbre Nachoj är huvudsakligen kuperad, men norrut är den bergig. Cumbre Nachoj ligger nere i en dal. Runt Cumbre Nachoj är det ganska tätbefolkat, med 54 invånare per kvadratkilometer. Närmaste större samhälle är Yajalón, 12,3 km nordväst om Cumbre Nachoj. I omgivningarna runt Cumbre Nachoj växer i huvudsak städsegrön lövskog.